# Ludwig Hofmann (Fußballspieler, 1900)
Ludwig Hofmann (* 9. Juni 1900 in München; † 2. Oktober 1935 ebenda), oftmals nur „Wiggerl“ genannt, war ein deutscher Fußballspieler, der von 1926 bis 1931 für die A-Nationalmannschaft 18 Länderspiele bestritt und vier Tore erzielte.

## Vereine
Der vom FC Isaria als Jugendspieler 1916 zum FC Bayern München gekommene Stürmer erreichte mit den Bayern am 17. Juni 1923 das Endspiel um den Süddeutschen Pokal, das jedoch auf dem MTV-Platz an der Marbachstraße gegen die SpVgg Fürth mit 3:4 verloren wurde.
Der erste Titel, den er mit dem FC Bayern gewann, war die Süddeutsche Meisterschaft 1926. Mit dem Gewinn der Süddeutschen Meisterschaft 1928 gewann er seinen zweiten Titel. Infolgedessen nahm er auch an den Endrundenspielen der Jahre 1926, 1928 und 1929 um die deutsche Meisterschaft teil. Dabei schied er mit der Mannschaft im Achtelfinale mit 0:2 gegen den SV Fortuna Leipzig, im Halbfinale gegen den Hamburger SV mit 2:8 und im Folgejahr im Viertelfinale gegen den Breslauer SC 08 mit 3:4 n. V. aus dem Wettbewerb aus.
Kurzzeitig, in der Saison 1934/35, trainierte er die Münchner während der Zugehörigkeit zur Gauliga Bayern, musste seine Tätigkeit jedoch krankheitsbedingt aufgeben. Robert Michalke wurde dann der neue Bayern-Trainer.

## Auswahl-/Nationalmannschaft
Für die Auswahlmannschaft des Süddeutschen Fußball-Verbandes bestritt er im Bundes- bzw. Kampfspielpokal-Wettbewerb insgesamt fünf Spiele.
Er nahm mit der Auswahlmannschaft des Süddeutschen Fußball-Verbandes am Endspiel um den Kampfspielpokal im Rahmen der vom 4. bis 11. Juli 1926 in Köln ausgetragenen Kampfspiele teil. Nachdem er zuvor am 28. März 1926 im Viertelfinalspiel gegen die Auswahlmannschaft des Verbandes Mitteldeutscher Ballspiel-Vereine zum Einsatz gekommen war, bestritt er auch das am 3. Juli 1926 in Essen mit 4:2 gewonnene Halbfinalspiel gegen die Auswahlmannschaft des Norddeutscher Fußball-Verbandes. Am 4. Juli 1926 gewann er mit den Vereinsmitspielern Franz Dietl, Emil Kutterer und Josef Pöttinger das Endspiel mit 7:2 gegen die Auswahlmannschaft des Westdeutschen Spiel-Verbandes.
Sein Debüt in der Nationalmannschaft gab der Techniker am linken Flügel gemeinsam mit seinem Vereinsmitspieler Josef Pöttinger am 18. April 1926 in Düsseldorf beim 4:2-Erfolg über die Auswahl der Niederlande. Nachdrücklich für weitere Einsätze in der DFB-Elf empfahl sich Hofmann durch seine Leistung in der süddeutschen Auswahl am 4. Juli 1926 in Köln beim 7:2-Sieg über Westdeutschland im Endspiel um den Kampfspielpokal. Er hatte sich im Laufe des Wettbewerbs gegen die Nationalspieler Heinrich Altvater vom FC Wacker München und Hans Sutor vom 1. FC Nürnberg durchgesetzt. Reichstrainer Otto Nerz hatte am 31. Oktober 1926 erstmals die Verantwortung für die Nationalmannschaft beim Spiel in Amsterdam gegen Holland inne. Auf Linksaußen stürmte Heinrich Träg vom 1. FC Nürnberg. Im zweiten Spiel unter Nerz’ Verantwortung ließ dieser Hofmann auf Linksaußen stürmen. Das Spiel fand am 12. Dezember 1926 in München gegen die Auswahl der Schweiz statt. Die beiden „Hofmänner“, Richard aus Sachsen und Ludwig aus Bayern, bildeten erstmals am 23. Oktober 1927 den linken Flügel der Nationalmannschaft. Im Altonaer Stadion gab es einen 6:2-Erfolg nach dem 0:2-Halbzeitstand gegen die Auswahl Norwegens; Ludwig Hofmann erzielte mit dem Treffer zum 5:2 sein erstes Länderspieltor. Ein Höhepunkt stellte die Teilnahme mit der Nationalmannschaft am olympischen Fußballturnier 1928 in Amsterdam dar. Im ersten Spiel besiegte die Mannschaft um Kapitän Hans Kalb am 28. Mai den Olympiazweiten von 1924 in Paris, die Auswahlmannschaft der Schweiz, mit 4:0 Toren. Am 3. Juni schied die Mannschaft mit 1:4 Toren gegen den amtierenden und späteren Olympiasieger Uruguay nach einem ruppig geführten Spiel aus dem Turnier aus. Die „La celeste“, angeführt vom Kapitän José Nasazzi, setzte sich im zweiten Finalspiel am 13. Juni in Amsterdam, mit 2:1 Toren gegen die Auswahl Argentiniens durch und verteidigte damit die Goldmedaille.

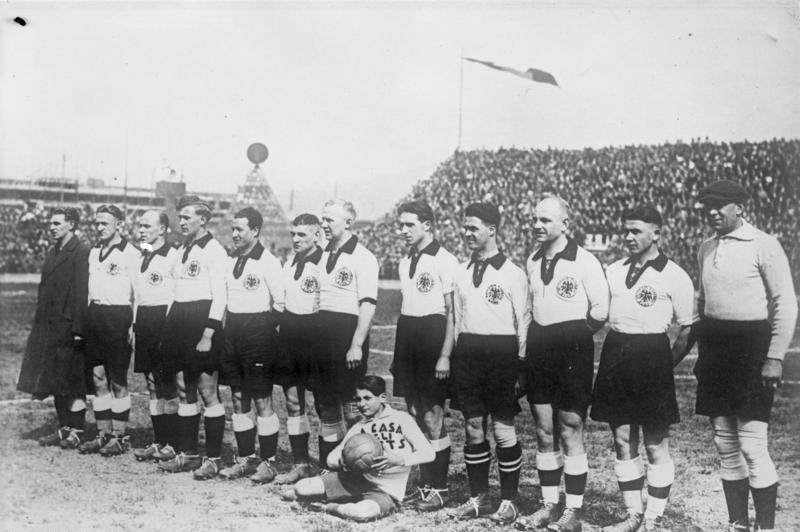
Hofmann (5.v.l.) am 28. April 1929
vor dem Länderspiel gegen Italien

Nach den Olympischen Spielen ragten folgende Länderspiele heraus:
- der 2:1-Sieg am 16. September 1928 in Nürnberg gegen Dänemark (Siegtorschütze in der 68. Minute: Hofmann),
- der 2:1-Auswärtssieg am 28. April 1929 in Turin gegen Italien mit Heinrich Stuhlfauth im Tor,
- das 3:3-Unentschieden am 10. Mai 1930 in Berlin gegen England mit drei Toren von Richard Hofmann,
- der 5:3-Erfolg am 28. September 1930 im Dresdner Stadion am Ostragehege gegen Ungarn nach einem 0:3-Halbzeitrückstand und zwei Toren des Münchner Linksaußen.

Mit der 0:1-Niederlage gegen die Auswahl Frankreichs am 15. März 1931 in Paris endete die Karriere von Ludwig Hofmann in der Nationalmannschaft. Der finessenreiche Flügelstürmer, der gefühlvoll Flanken schlug und ein eleganter, fast tänzerischer Spieler war, wird als einer der besten Linksaußen aller Zeiten in Deutschland bezeichnet. Kirn/Natan notierten zu seinem Karriereverlauf: „Er entwickelte sich zu einem der vornehmsten und technisch reifsten Linksaußen der guten Münchner Schule.“

## Weiterer Werdegang
Der gelernte Versicherungskaufmann war beim FC Bayern München als Sportlehrer angestellt. Am 2. Oktober 1935, im Alter von nur 35 Jahren, starb er in München an den Folgen einer Hirnhautentzündung.